# 13 (ブラック・サバスのアルバム)
『13』（サーティーン）は、イギリスのヘヴィメタルバンド、ブラック・サバスの19枚目のスタジオ・アルバムである。『フォービドゥン』以来、18年ぶりのスタジオ・アルバム発売となり、オリジナル・メンバーであるオジー・オズボーンが『ネヴァー・セイ・ダイ』（1978年）、ギーザー・バトラーが『クロス・パーパシス』（1994年）以来、10数年ぶりにスタジオ・アルバムに参加したことで話題となった。なお、同じくオリジナル・メンバーであるビル・ワードは参加していない。
イギリスでは『パラノイド』以来43年ぶり、アメリカでは自身初の1位を獲得。
2017年を以て解散したため、本作が最後のブラック・サバスのスタジオ・アルバムとなった。

## 収録曲
1. エンド・オブ・ザ・ビギニング "End of the Beginning" - 8:05
2. ゴッド・イズ・デッド? "God Is Dead?" - 8:52
3. ローナー "Loner" - 4:59
4. ツァイトガイスト "Zeitgeist" - 4:37
5. エイジ・オブ・リーズン "Age of Reason" - 7:01
6. リヴ・フォーエヴァー "Live Forever" - 4:46
7. ダメージド・ソウル "Damaged Soul" - 7:51
8. ディア・ファーザー "Dear Father" - 7:20
9. ナイーヴテイ・イン・ブラック（ボーナス・トラック） "Naïveté in Black" - 3:50

## 参加ミュージシャン

### ブラック・サバス
- トニー・アイオミ - ギター
- ギーザー・バトラー - ベース
- オジー・オズボーン - ボーカル、ハーモニカ

### セッション・メンバー
- ブラッド・ウィルク - ドラム、パーカッション